# Krajský přebor – Žilina 1952
Krajský přebor – Žilina 1952 byla po zrušení Celostátního československého mistrovství II jednou z 20 skupin 2. nejvyšší fotbalové soutěže v Československu. V soutěži se utkalo 12 týmů každý s každým dvoukolovým systémem jaro-podzim. 

## Konečná tabulka
| Poř. | Tým                               | Z  | V  | R | P  | VG | OG | B  |
| ---- | --------------------------------- | -- | -- | - | -- | -- | -- | -- |
| 1.   | SBZ Ružomberok                    | 22 | 17 | 3 | 2  | 66 | 24 | 37 |
| 2.   | Cementáreň Liet. Lúčka            | 22 | 13 | 3 | 6  | 69 | 32 | 29 |
| 3.   | JSO Sokol Manet Považská Bystrica | 22 | 13 | 3 | 6  | 66 | 44 | 29 |
| 4.   | PCHZ Čadca                        | 22 | 12 | 2 | 8  | 49 | 42 | 26 |
| 5.   | Makyta Púchov                     | 22 | 11 | 4 | 7  | 40 | 35 | 26 |
| 6.   | TJ Drevina Krásno nad Kysúcou     | 22 | 11 | 2 | 9  | 60 | 38 | 24 |
| 7.   | ŠK Železničiari Vrútky            | 22 | 8  | 5 | 9  | 36 | 35 | 21 |
| 8.   | Drevina Turany                    | 22 | 9  | 3 | 10 | 39 | 48 | 21 |
| 9.   | Železničiari Závodie              | 22 | 6  | 3 | 13 | 31 | 52 | 15 |
| 10.  | JTO Sokol PM Bytča                | 22 | 6  | 1 | 15 | 20 | 63 | 13 |
| 11.  | ŠK Sokol Vorošilov Dubnica n. V.  | 22 | 4  | 4 | 14 | 22 | 53 | 12 |
| 12.  | Kriváň Martin                     | 22 | 4  | 3 | 15 | 31 | 63 | 11 |

Poznámky:
- Z = Odehrané zápasy; V = Vítězství; R = Remízy; P = Prohry; VG = Vstřelené góly; OG = Obdržené góly; B = Body;